# Битва в долине Эль-Хазнадар
Битва в долине Эль-Хазнадар (также известна как третья битва при Хомсе) — сражение 22 декабря 1299 года между монгольской армией ильхана Газана и мамлюкским войском. Мамлюки потерпели сокрушительное поражение.

## Предыстория
В 1299 году ильхан Газан вторгся в Сирию. Двадцатитысячная армия Газан-хана пересекла Евфрат и захватила Халеб, а затем, соединилась с отрядами армянского царя Хетума II. Султан Египта встретил армию Газана на северо-востоке от Хомса, в местности Эль-Хазнадар, 22 декабря 1299 года.

## Ход битвы
Сражение начала пехота мамлюков, которая атаковала монголов. Монголы бросили на мамлюков тяжёлую конницу, в то время как их лучники обстреливали противника на расстоянии. Упорная битва продолжалась почти целый день и закончилась полным разгромом мамлюков.
Часть войск ильхана отделилась от основных сил и с целью уничтожения преследовала отступавшую мамлюкскую армию до Газы.

## Последствия
После победы Газан-хан захватил Хомс и направился к Дамаску, захватив его в начале 1300 года. Однако, в том же году, из-за нападения Чагатаидов на Керман и Фарс, ильхан с основным войском возвратился в Иран, и мамлюки вновь заняли Дамаск.